# Dame (ridderorde)
In een aantal ridderorden worden de vrouwelijke leden niet als Ridder maar als Dame opgenomen. Men acht het historisch onverantwoord om een lid van het vrouwelijk geslacht aan te duiden met een woord, ridder, dat meer dan 1000 jaar lang alleen op een man kon slaan.
De Huisorde van Oranje kende van 1905 tot 1969 de "Eredame".
Het Verenigd Koninkrijk kent in haar orden de niet-erfelijke vrouwelijke titel "Dame" (uitspraak deejm), als tegenhanger van "Sir". De aanspreekvorm Dame wordt altijd gevolgd door de voornaam, eventueel afgekort. Daarachter komt eventueel de achternaam. Correct is:
- Dame Vera Lynn
- Dame Vera
- Dame V. Lynn (ouderwets, alleen in schrift)

Niet correct is:
- Dame Lynn

Nederland, België en Frankrijk kennen ook vrouwelijke ridders. In de ridderlijke orden zijn er geen vrouwelijke ridders, alleen dames.